# Bad Kissinger Hütte
Die Bad Kissinger Hütte ist die Alpenvereinshütte der Sektion Bad Kissingen des Deutschen Alpenvereins.

## Lage
Die Hütte befindet sich in den Allgäuer Alpen auf österreichischem Boden, am Südwesthang des Aggensteins, nur 50 Meter von der deutsch-österreichischen Grenze entfernt.

## Geschichte
Erstmals erwähnt wurde die Hütte am 1. Oktober 1880 in einer Urkunde, in der die Stadt Vils als Eigentümer angegeben ist. Seit 1889 gehörte die Hütte der Sektion Falkenstein Pfronten und wurde damit als Pfrontner Hütte zu einer Alpenvereinshütte, die später von der Sektion Allgäu-Kempten betrieben wurde. 1957 wurde die Hütte an die Sektion Ludwigsburg verkauft. 1994 übernahm sie die heutige Besitzerin, die Sektion Bad Kissingen.

## Anreise
- Anreise per Zug: Pfronten-Steinach
- Anreise per Bus: Pfronten-Steinach, Grän-Enge
- Anreise per PKW: Pfronten-Steinach, Grän-Enge Parkplatz

## Aufstieg
- Bergstation Breitenbergbahn um den Aggenstein, Gehzeit: 2 Stunden
- Grän/Tannheimer Tal, Gehzeit: 2 Stunden
- Pfronten-Steinach – Reichenbach-Klamm, Gehzeit: 3 Stunden

## Touren von der Bad Kissinger Hütte
- Aggenstein, Gehzeit: 30 Minuten Aufstieg, 30 Minuten Abstieg
- Vilser Jöchl – Vilser Alp, Gehzeit: 3 Stunden
- Brentenjoch
- Tannheimer Höhenweg, Füssener Jöchle

## Klettermöglichkeiten
- Aggenstein Südwandplatten und angrenzende Grate
- Kletterfelsen vor der Hütte

## Übergang zu anderen Hütten
- Zur Otto-Mayr-Hütte über Füssener Jöchl 1816 m, Gehzeit: 3 Stunden
- Tannheimer Hütte, Gehzeit: 5 Stunden
- Gimpelhaus
- Füssener Hütte

## Karten
- Alpenvereinskarte BY5 Tannheimer Berge – Köllenspitze, Gaishorn (1:25.000)

## Bilder von der Hütte

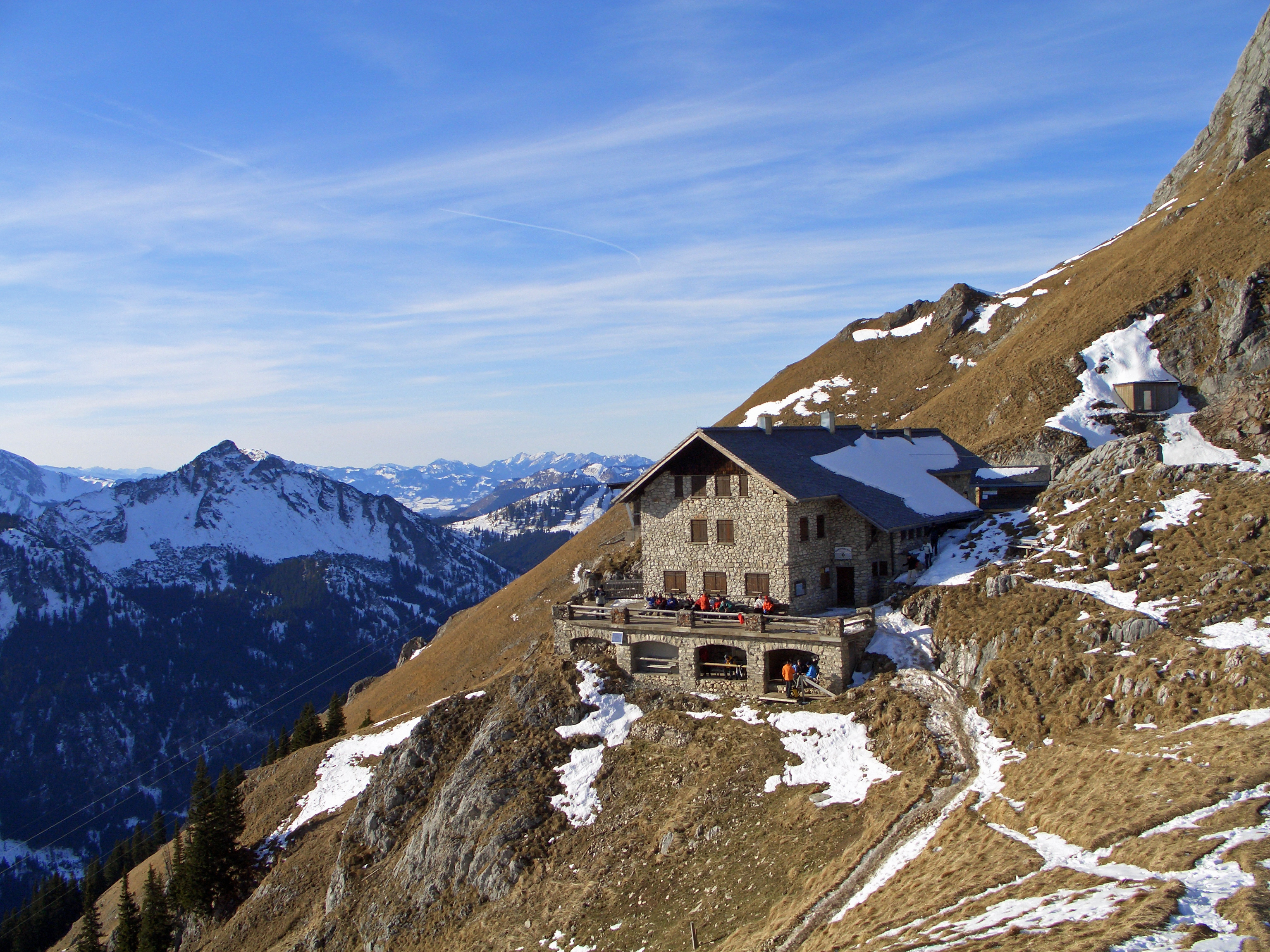
Lagebild der Hütte
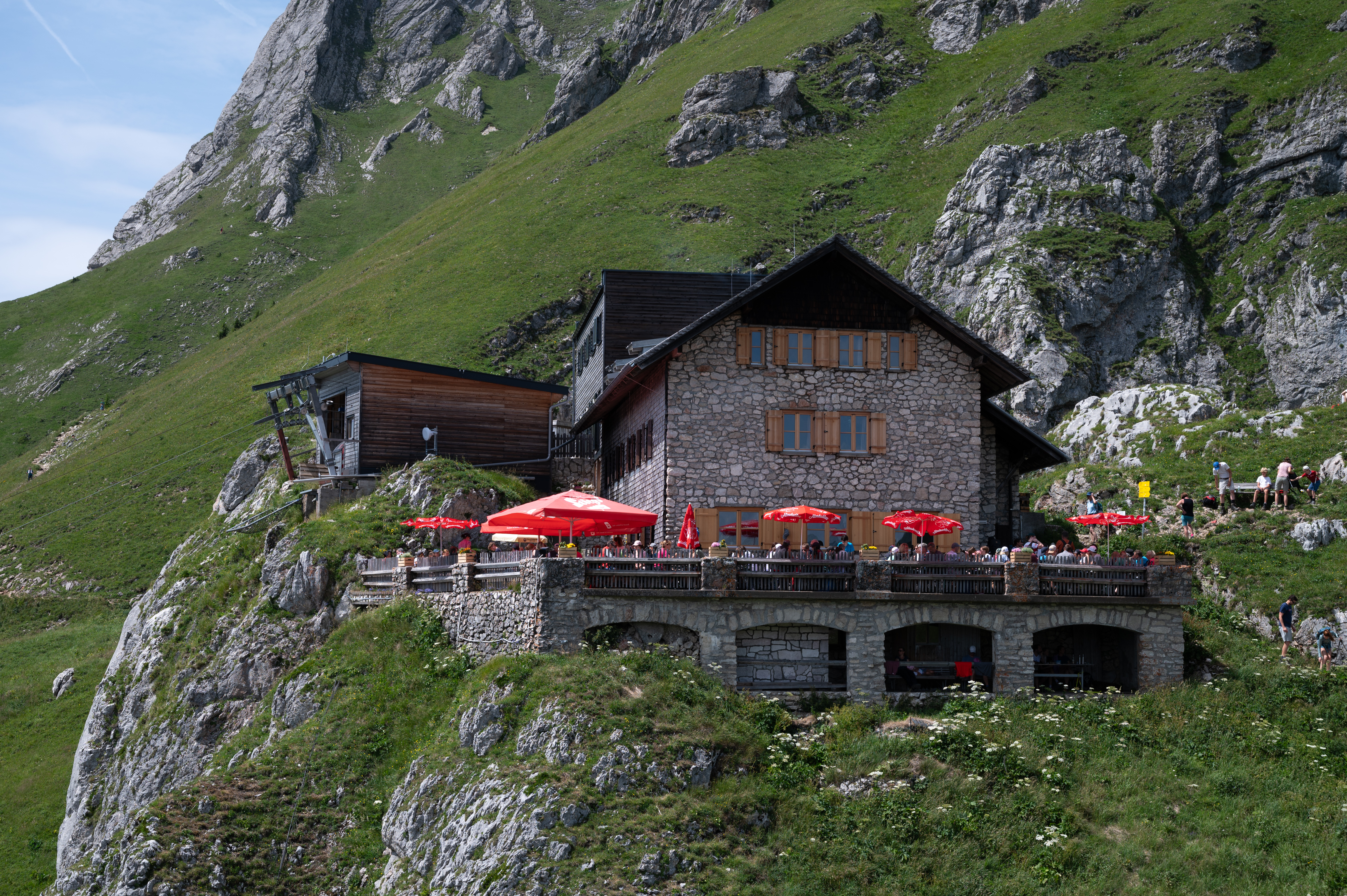
Gebäude und Seilzug
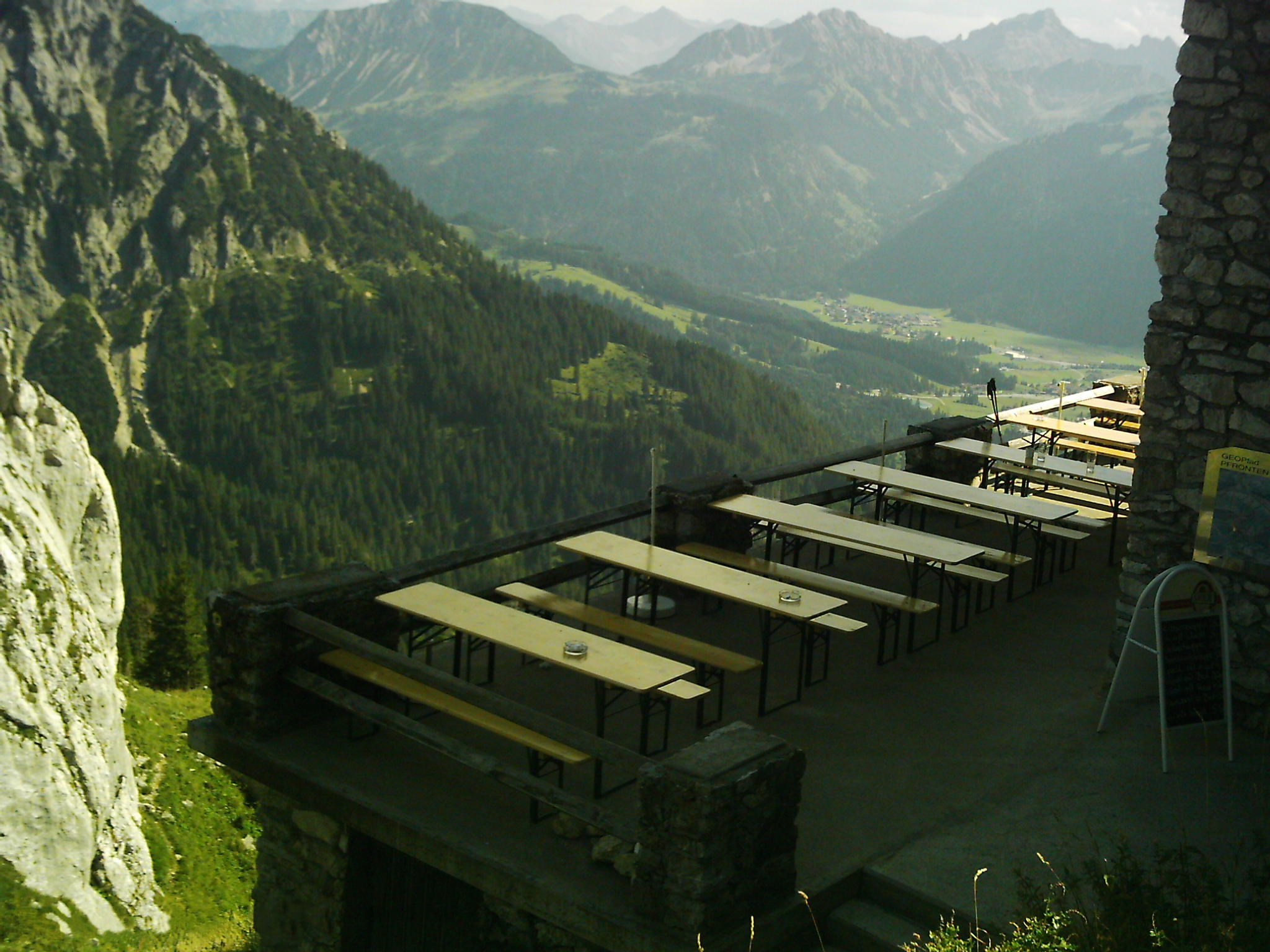
Terrasse der Hütte
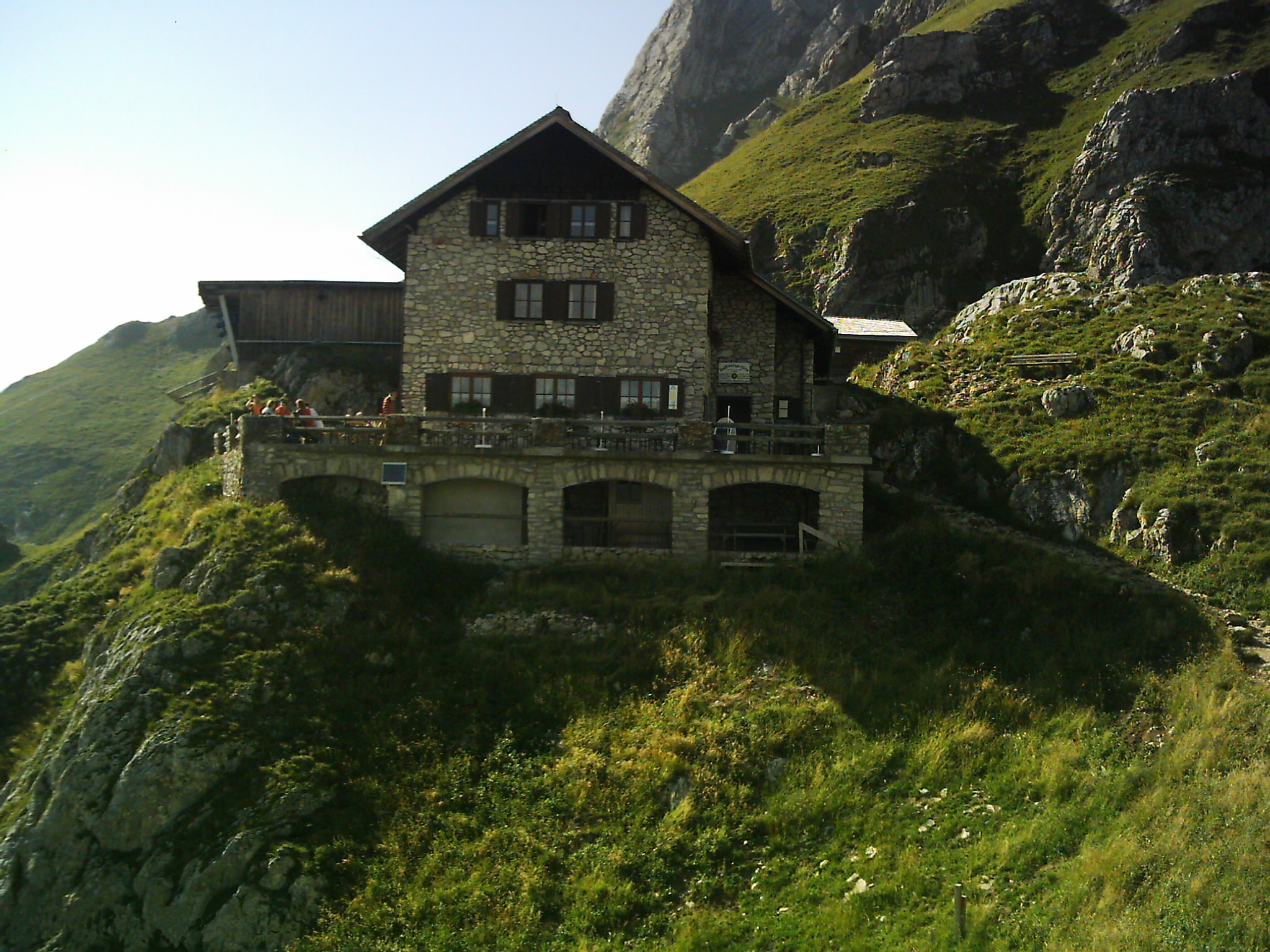
Kissinger Hütte
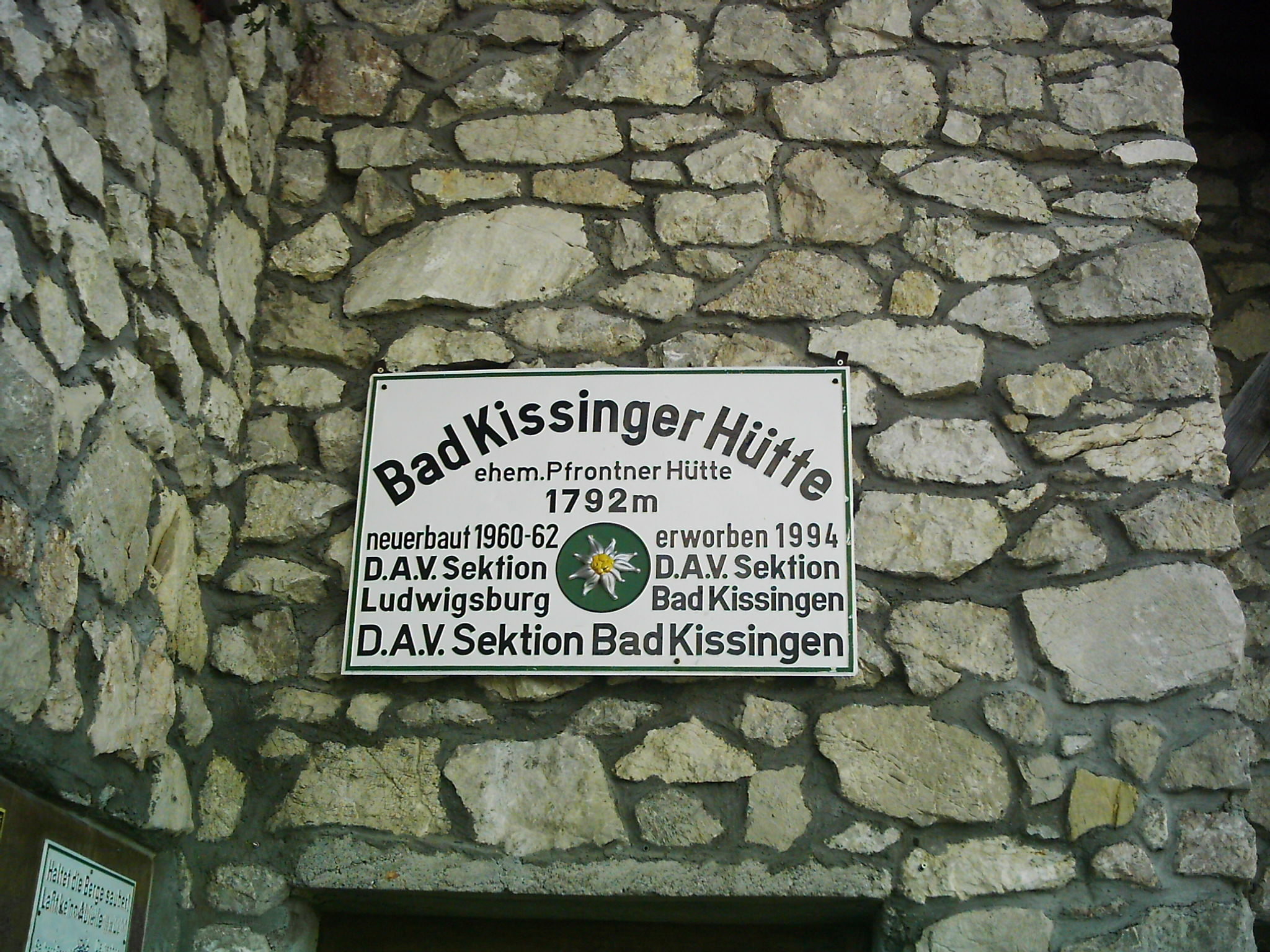
Alpenvereinshütten-Schild